# اندیس امین آباد (باریت)
امین آباد (باریت) یک اندیس غیرفلزی است که در حوالی شهر الیگودرز استان اصفهان قرار دارد و مادهٔ معدنی موجود در آن، باریت است.  